# Карбид европия
Карбид европия — бинарное неорганическое соединение 
европия и углерода с формулой EuC2,
кристаллы.

## Получение
- Восстановление оксида европия(III) углеродом:

{\displaystyle {\mathsf {Eu_{2}O_{3}+7C\ {\xrightarrow {1400^{o}C}}\ 2EuC_{2}+3CO}}}
- Сплавление европия и особо чистого графита в инертной атмосфере:

{\displaystyle {\mathsf {Eu+2C\ {\xrightarrow {1673^{o}C}}\ EuC_{2}}}}

## Физические свойства
Карбид европия образует кристаллы
моноклинной сингонии,
пространственная группа С 2/c.
При 375°С происходят фазовые переходы, сначала в тетрагональную фазу (I 4/mmm), а затем в кубическую (F m3m).

## Химические свойства
- Разлагается при сильном нагревании в вакууме (с возгонкой металла):

{\displaystyle {\mathsf {EuC_{2}\ {\xrightarrow {T}}\ Eu\uparrow +2C}}}